# 众人之事，应由众人同意
众人之事，应由众人同意（拉丁語：Quod omnes tangit ab omnibus approbari debet）是《查士丁尼法典》中所含的一个法律原则，后由格拉提安于1140年将这一原则传承下来。后来波兰所采用的自由否决权是该原则的一个极端案例。美国革命时期提出的“无代表，不纳税”也是这一原则的体现。